# 卡柳斯
卡柳斯，是西班牙加泰罗尼亚巴塞罗那省的一个市镇。总面积12平方公里，总人口1338人（2001年），人口密度112人/平方公里。